# ارنستو بونینو (بازیکن فوتبال)
ارنستو بونینو (انگلیسی: Ernesto Bonino; ۱۲ ژوئیهٔ ۱۸۹۹ – ۲ ژوئن ۱۹۸۴) بازیکن فوتبال اهل ایتالیا بود.
وی همچنین در تیم ملی فوتبال ایتالیا بازی کرده‌است.